# Nias
Nias (indonez. Pulau Nias, nias Tanö Niha) – wyspa położona u zachodnich wybrzeży Sumatry, należąca do Indonezji. Wchodzi w skład łańcucha wysp ciągnącego się wzdłuż wybrzeży Sumatry, od wyspy Simeulue na północy po Enggano na południu. Od Sumatry oddziela je Cieśnina Mentawai. Łańcuch ten wyłania się ponownie dalej na wschód w postaci górzystych wysp Sumba i Timor. Stanowią one łuk wyspowy towarzyszący strefie subdukcji Rowu Sundajskiego. W tym miejscu płyta indoaustralijska zanurza się pod płytę eurazjatycką z bardzo dużą prędkością ok. 5,2 cm rocznie.
Powierzchnia wyspy wynosi 4772 km², zamieszkuje ją kilkaset tysięcy osób. Największe miasto i port to Gunungsitoli.
Na przełomie 2004 i 2005 wyspę nawiedziły dwa bardzo silne trzęsienia ziemi. Pierwsze trzęsienie z 26 grudnia 2004 o magnitudzie 9,0 wywołało falę tsunami o wysokości 10 m. Na wyspie Nias zginęły 122 osoby, a setki pozostało bez dachu nad głową. Kolejny wstrząs z 28 marca 2005 o magnitudzie 8,7 dokonał dalszych zniszczeń na wyspie – zginęło 300 osób (choć ofiar mogło być więcej, nawet 2 tysiące).